# 反対俥
「反対俥」（はんたいぐるま）は、古典落語の演目の一つ。上方では「いらち俥」という演目名で演じられ、桂文屋の作とされる。人力車の登場する明治・大正時代が舞台となっている。

## 主な演者

### 物故者
- 八代目橘家圓蔵
- 十代目翁家さん馬

### 現役
- 桂雀三郎
- 九代目春風亭柳枝
- 笑福亭べ瓶

## あらすじ
夜分、所用で上野駅発の終列車に乗ろうという男が、駅までの人力車を探していると、ちょうどいいところに一人の車屋が通ったのを拾う。しかしこの車屋、人力車は酷くオンボロで、梶棒に提げた長い提灯は近くの稲荷神社から盗んだもの（車屋本人は「借りてきた」という）、おまけに車屋自身もついさっきまで心臓病で入院しており、医者の制止も聞かずに治療費のために働いているという半死半生。提灯を引きずらないよう梶棒を持ち上げて客を反り返らせたままのろのろ動くばかりで、いつ上野駅に着くのかと聞くと「始発の汽車に間に合うかどうか」。あきれて降りるが車賃だけをムダに取られてしまう。
終列車の時間が迫る中、今度は捻り鉢巻を締めた見るからに速そうな車屋が現れた。男はさっそく捕まえて乗り込む。しかしこの車屋、曲がったことが嫌いだからとどんな障害物があっても直進し、犬の轢き逃げまでやらかす。男はぶつからないように車から何度もジャンプする羽目になる。そんなこんなで着いたはいいが、目的地はとっくに通り過ぎ、いつの間にか仙台まで来てしまった。男が目的地は上野駅だと伝えると無茶苦茶な速さで戻ってはくれたが、当然最終の汽車はもう出てしまっている。男が文句を言うと車屋「大丈夫です､始発には間に合いますから」。

## 余談
2人目の車屋が目的地を通りすぎて辿り着く場所は噺家によって様々で、上述の仙台以外に長崎、鹿児島のような九州まで行くパターンもある。なお、柳田理科雄の計算によると、「1晩（5時間）の間に、仙台と長崎までを往復して上野まで帰ってくる」ことを実現するために車屋が出すべき速度は時速670kmとされている。